# Gustav Lantschner
Gustav Lantschner   (Innsbruck, 12 d'agost de 1910 - Krailling, 19 de març de 2011) va ser un esquiador alpí austríac de naixement, però nacionalitzat alemany el 1935, que va competir durant les dècades de 1920 i 1930. Posteriorment va fer de director de cinema, director de fotografia i actor de cinema.
Va néixer en el si d'una família d'esquiadors. Les seves germanes Inge i Hadwig i els seus germans Otto i Gerhard també destacaren com a esquiadors. Va estudiar a la Universitat d'Innsbruck. El 1929 guanyà la primera cursa internacional a Davos. Al Campionat del Món d'esquí alpí de 1932 guanyà la medalla d'or en el descens i el bronze en l'eslàlom, mentre el 1933 guanyà la medalla de plata en la combinada. Posteriorment es va centrar en el cinema i es va traslladar a viure a Barlín. El 1935 es va nacionalitzar alemany. El 1936 va prendre part en els Jocs Olímpics de Garmisch-Partenkirchen, on guanyà la medalla de plata en la combinada del programa d'esquí alpí. L'any següent abandonà la pràctica de l'esquí.
L'èxit de Lantschner en l'esquí el va convertir en una coneguda estrella que va participar en diverses pel·lícules d'aventures i muntanya. Entre 1936 i 1938 va treballar com a operador de càmera per l'Olympia-Film GmbH de Leni Riefenstahl. Durant la Segona Guerra Mundial fou membre de les SS, així com corresponsal de guerra. Després de la guerra va viure durant un temps al Tirol del Sud abans de traslladar-se a l'Argentina durant set anys. Allà va fer més pel·lícules i va contribuir juntament amb Hans Nöbl en la construcció de diverses escoles d'esquí. Al començament dels anys seixanta va tornar a Europa. No va parar d'esquiar fins als 88 anys. El 2008 va protagonitzar el documental Ski Heil – Die zwei Bretter, die die Welt bedeuten.